# اکوبریک

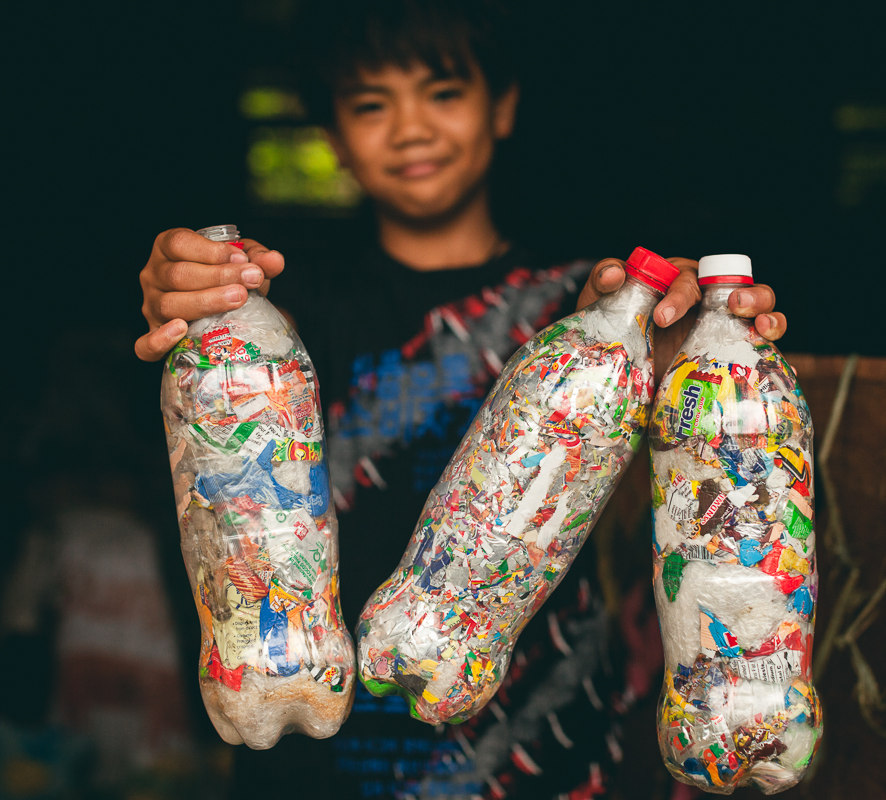
اکوبریک‌ها بطری‌های پلاستیکی نوشیدنی‌ها هستند که با زباله‌های غیرقابل تجزیه بیولوژیکی پر می‌شوند و می‌توانند به عنوان مصالح ساخت و ساز تا چندین بارمورداستفاده قرار بگیرند.

اکوبریک یک بطری پلاستیکی است که با میزان معینی از پلاستیک‌های غیرقابل بازیافت پرشده است. این بطری‌ها به عنوان بلوک‌های ساختمانی قابل استفاده مجدد به کار گرفته می‌شوند. از اکوبریک می‌توان برای تولید اقلام مختلف از جمله مبلمان، دیوارهای باغ و سایر سازه‌ها استفاده کرد. اکوبریک‌ها با جداسازی پلاستیک‌های مصرفی و محصور نمودن آنها، با فشرده سازی وکاهش میزان مساحت اشغال شده نهایی توسط پلاستیک و ممانعت از تجزیه آن به مواد سمی و میکرو پلاستیک اساساً برای مدیریت پلاستیک مصرفی تهیه می‌شوند. اکوبریکینگ تلاشی فردی و جمعی است. جنبش اکوبریکینگ مشارکت فردی در این فرایند را به عنوان ابزاری برای افزایش آگاهی از عواقب مصرف پلاستیک و خطرات آن ترویج می‌نماید. همچنین فعالیتهای جمعی را به عنوان راهی برای تشویق جوامع به جمع‌آوری پلاستیک‌های مصرفی شان و به‌کارگیری آن‌ها برای تولید محصولی مفید ترویج می‌نماید.
برای فراهم نمودن امکان تولید اکوبریک با حداقل هزینه زیست‌محیطی، اتحادیه جهانی اکوبریک روش‌های کم فناوری را که به سرمایه، سوخت، برق یا تجهیزات تخصصی نیاز ندارند، گسترش می‌دهد. به‌طور معمول، تولیدکنندگان از چوب یا بامبو برای فشرده سازی دستی پلاستیک در بطری پلاستیکی استفاده می‌کنند. از هر اندازه بطری پلاستیکی شفاف پلی اتیلن ترفتالات (PET) می‌توان برای ساخت اکوبریک استفاده نمود. بطری و پلاستیک بسته‌بندی شده تمیز و خشک است تا از رشد باکتری جلوگیری شود. پلاستیک برش داده شده یا به قطعات کوچک تقسیم می‌شود و سپس کم‌کم در بطری جمع می‌شود، به‌طور متناوب پلاستیک در بطری قرار داده شده و لایه به لایه فشرده می‌گردد. بطری هربار چرخانده می‌شود تا اطمینان حاصل گردد که پلاستیک به‌طور کامل در بطری فشرده شده‌است. این کارکمک می‌کند تا فضای خالی باقی نماند و بسته‌بندی به استحکام مورد نیاز برای به‌کارگیری به عنوان ابزار ساخت و سازبرسد. اکوبریک‌های کامل به اندازه ای مستحکم شده‌اند که می‌توانند وزن شخص را بدون تغییر شکل تحمل کنند - میزان تراکم بین ۰٫۳۳ گرم در میلی لیتر و ۰٫۷ گرم در میلی لیتر می‌باشد. ایجاد تراکم حداکثری، اشتعال پذیری اکوبریک را به حداقل می‌رساند در حالی که دوام و قابلیت استفاده مجدد آن را نیز افزایش می‌دهد.

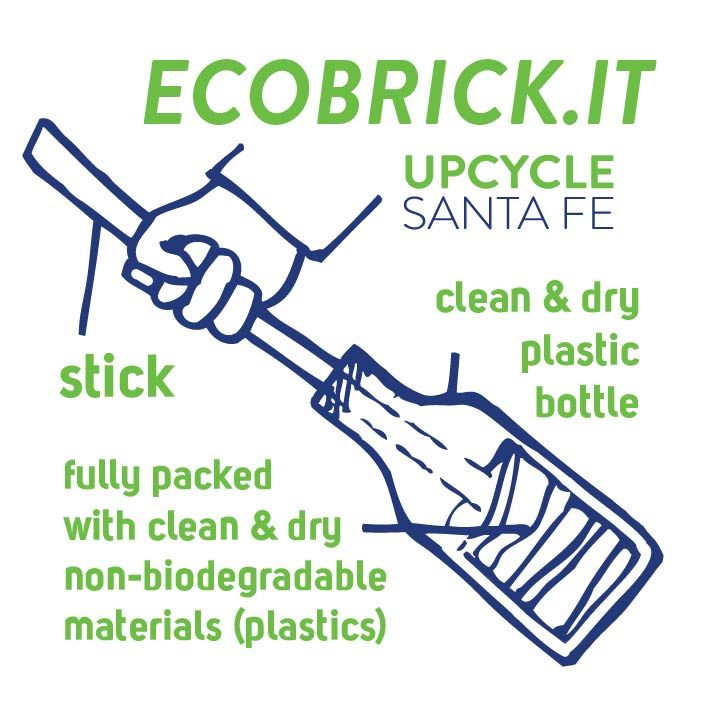
«یک بطری پلاستیکی بردارید - آن را پر از پلاستیک کنید» Ecobrick.it

## متن نوشته

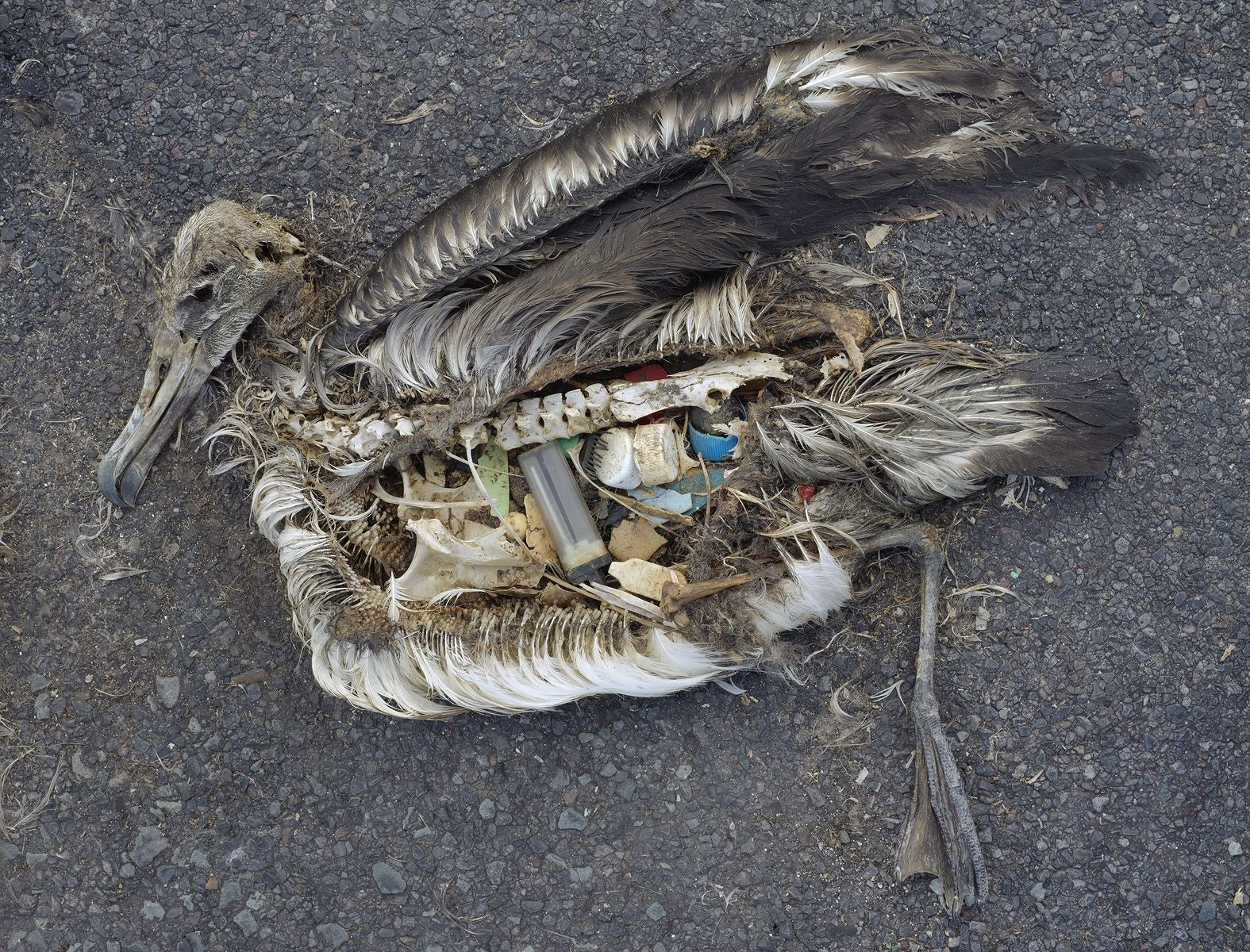
آلباتروس در پناهگاه آتل میدوی. پلاستیک‌ها دوباره در چرخه‌های زندگی قرار نمی‌گیرند. (۸۰۸۰۵۰۷۵۲۹)

جنبش جهانی اکوبریک در نتیجه برخی ابتکارات محلی در نقاط مختلف جهان در پاسخ به چالش‌های موجود در رابطه با مدیریت پسماندهای پلاستیکی پدید آمده‌است. همچنان که مصرف اقتصادی نفت و تولید پلاستیک افزایش یافته‌است، و روشهای مدیریت پسماند صنعتی برای هماهنگ بودن با آنها تلاش نموده‌اند، اکوبریک به عنوان یک راه حل محلی و غیر صنعتی ظاهر شده‌است.

### توسعه پلاستیک در قرن بیستم
انرژی حاصل از نفت باعث رشد اقتصاد جهانی طی صد سال اخیر شده‌است. استفاده گسترده از سوخت‌های فسیلی امکان توسعه حمل و نقل و فناوریهای مواد را فراهم نموده‌است. با این حال، در تصفیه نفت خام، چهار تا سیزده درصد آن نمی‌تواند به سوخت با ارزش و با انرژی بالا فراوری شود. این محصول جانبی به عنوان ماده اولیه در تولید بسیار ارزان پلیمرهای پلاستیکی مورد استفاده قرار می‌گیرد. از سال ۱۹۵۰ حدود ۸۳۰۰ میلیون تن پلاستیک بکر در سراسر جهان تولید شده‌است. ۹٪ از آن بازیافت شده، ۱۲٪ سوزانده شده و ۷۹٪ در محل دفن زباله جمع‌آوری یا در طبیعت رها شده‌است.

### پیش‌بینی‌های نفتی
بر اساس اعلان انجمن شیمی آمریکا، از سال ۲۰۱۰ صد و هشتاد و شش میلیارد دلار در ۳۱۸ پروژه جدید سرمایه‌گذاری شده‌است تا افزایشی ۴۰ درصدی در تولید پلاستیک در دهه آینده صورت گیرد. اگر روند فعلی تولید و مدیریت زباله ادامه یابد، تا سال ۲۰۵۰ تقریباً ۱۲۰۰۰ تن زباله‌های پلیمری در محل‌های دفن زباله یا در طبیعت موجود خواهد بود. علاوه بر این، تا سال ۲۰۳۰، میزان CO2
حاصل از تولید، فرآوری و دفع پلاستیک می‌تواند به ۱٫۳۴ گیگا تن در سال برسد - معادل دی‌اکسید کربن حاصل از فعالیت بیش از ۲۹۵ نیروگاه ۵۰۰ مگاواتی با سوخت زغال سنگ.

### مسموم سازی و آلودگی حاصل از پلاستیک
هر ساله حجم انبوهی از پسماندهای پلاستیکی در سیاره ما تولید می‌شود و تبعات این اتفاق بسیار زیاد است. طبق سالنامه ۲۰۱۴ برنامه زیست‌محیطی سازمان ملل (یو ان ای پی)، آلودگی پلاستیکی زندگی موجودات دریایی، گردشگری، شیلات و مشاغل را تهدید می‌کند و خسارت کلی وارد برسرمایه‌های طبیعی حاصل از زباله‌های پلاستیکی هر ساله ۷۵ میلیارد دلار است. اسناد علمی بسیاری دلالت بر عواقب خطرناک ناشی از تجزیه پلاستیک دارند. وقتی پلاستیک وارد بیوسفر می‌شود، سمومی آزاد می‌کند، به پلاستیک‌های ریز تبدیل می‌شود و گازهای گلخانه ای منتشر می‌کند که با چرخه‌های زیست‌محیطی تداخل دارد. هنگامی که پلاستیک سوزانده شده یا به آتش کشیده می‌شود، گازهای سمی مانند دیوکسین‌ها، فوران‌ها و بی فنیل‌های پلی کلر شده در اتمسفر آزاد می‌شوند. تخریب اکسیداتیو نوری ناشی از قرار گرفتن در معرض اشعه ماورا بنفش (UV) و سایش فیزیکی، قطعات پلاستیکی را به ذرات کوچکتر و کوچکتر تبدیل می‌کند، که به عنوان ریزپلاستیک (میکروپلاستیک)ها شناخته می‌شوند. میزان تخریب مستقیماً با مقدار سطح پلاستیکی که در معرض تابش اشعه قرار دارد و همچنین مدت زمان قرارگیری در معرض اشعه ماورا بنفش مرتبط می‌باشد. اکثر پلاستیک‌های یکبار مصرف غیرقابل بازیافت، ورق‌ها و نوارهایی با سطح وسیع هستند و بسیار مستعد تجزیه نوری می‌باشند. فرایند تجزیه نوری همچنین باعث انتشار گازهای گلخانه ای، متان و اتیلن می‌شود.
میکروپلاستیک (ریز پلاستیک)ها می‌توانند مسمومیت‌های محیط زیستی ایحاد کنند، در زنجیره‌های غذایی تجمع نموده و به دلیل ایحاد نگرانی در مورد ایمنی مواد غذایی باعث آسیب‌های اقتصادی شوند. تأیید شده‌است که پلاستیک‌های سوخته و سوزانده شده باعث انتشار دی اکسین و مواد شیمیایی دیگری می‌شوند که مضر به سلامت انسان هستند.

### تأثیر بر جامعه روستایی
در کشورها و جوامعی که به بازیافت یا سوزاندن زباله هابه شکل صنعتی دسترسی ندارند، پلاستیک در خیابان‌ها، گودال هاو سواحل انباشته شده‌است. بدون گزینه‌هایی در مقیاس وسیع برای مدیریت پلاستیک، خانوارها و جوامع در مدیریت پلاستیک خود ناتوان بوده‌اند و تنها خطرات و مسمومیت ناشی ازسوزاندن زباله در دمای پایین، آلوده سازی آب و دور ریز بی‌قاعده پسماند، حاصل شده‌است.

### مشکل بازیافت صنعتی
بین سال‌های ۱۹۵۰ تا ۲۰۱۷ حدود ۸٬۳۰۰ میلیون تن (Mt) پلاستیک بکر در سراسر جهان تولید شده‌است. فقط ۹٪ بازیافت شده، و مابقی دور ریخته یا سوزانده شده‌است. از اوایل سال ۲۰۰۰ بیشترین بازیافت صنعتی در چین اتفاق می‌افتد جایی‌که اکثر کشورهای عضو گروه هفت G7 در حال صادرات مواد دور ریز پلاستیکی خود به آن بودند. فرآوری این پلاستیک، به‌ویژه دور ریز و سوزاندن غیرقابل بازیافت‌ها، باعث آلودگی قابل توجهی در چین شد. از اول ژانویه ۲۰۱۸، چین در برنامه شمشیر ملی خود واردات پلاستیک را ممنوع کرد. از آن زمان به بعد، در سطح جهانی، پلاستیک‌های بیشتری به مکان‌های دفن زباله، زباله سوزها منتقل شده یا در محیط زیست رها می‌شوند زیرا افزایش هزینه‌های حمل مواد قابل بازیافت به‌طور فزاینده‌ای از سود این عمل می‌کاهد. صادرات پلاستیک سرگردان از اروپا و آمریکا تا حد زیادی روانه اندونزی، ترکیه، هند، مالزی و ویتنام شده‌است که در آن فقدان مقررات زیست‌محیطی منجر به آلودگی هوا، آب و خاک در اطراف کارخانه‌های فرآوری شده‌است. منتقدان دریافته‌اند که بازیافت صنعتی متکی به صرف انرژی بسیاربرای انتقال پلاستیک به سایر مکان‌ها بوده، و بازیافت صنعتی قابل تکرار نیست (فرایندها پلاستیک با درجه بالا را به فرم پست‌تر و با قابلیت بازیافت کمتر تبدیل می‌کنند) و بازیافت ادامه بدون چون و چرای مصرف پلاستیک را میسر می‌کند.

## تهیه اکوبریک از پلاستیک
جنبش اکوبریک از آگاهی رو به رشد پیرامون میزان آلودگی‌های پلاستیکی، مشکلات ناشی از آن و ناتوانی روش‌های صنعتی برای مدیریت مناسب زباله‌های پلاستیکی حاصل شده‌است. جنبش اکوبریک تکنیک‌ها، روش‌ها و برنامه‌هایی کاربردی را به عنوان وسیله ای برای خانواده‌ها، اجتماعات و شهرها ترویح می‌نماید تا مسئولیت پلاستیک مصرفی خود را بر عهده گرفته، آن را جمع‌آوری نموده و تبدیل کنند. اکوبریک‌ها برای جداسازی پلاستیک تهیه می‌شوند، تا از پلاستیک به عنوان بلوک ساختمانی به‌طور بومی استفاده شود و به عنوان ابزاری جایگزین برای تبادلات اجتماعی مورداستفاده قرار گیرد

### نهایت به حداقل رسانی سطح خالص
با فشرده سازی پلاستیک در یک بطری، پوشش‌ها و نوارهای مسطح جاگیر فشرده می‌شوند. این به حداقل رساندن نهایی سطح درگیر با آلودگی به این معنی است که پلاستیک از اشکال اصلی تخریب احتمالی یعنی: گرما، سوختن، اصطکاک و تخریب نوری محافظت می‌شود. علاوه بر این، با اطمینان از اینکه فقط پلاستیک تمیز و خشک فشرده سازی شده و بطری به‌طور دائمی بسته شده، از تخریب بالقوه میکروبی نیز جلوگیری می‌شود.

### جداسازی پلاستیک
هنگامی که اکوبریک‌ها به درستی تهیه شده و در سازه‌های طراحی گهواره تا گهواره به کار گرفته می‌شوند، منجر به جداسازی مؤثر پلاستیک، از زیست کره می‌شود. به عبارت دیگر، اکوبریک‌ها به عنوان راهی برای به دام انداختن و ممانعت از ورود پلاستیک به محیط، تخریب و ایجاد صدمه زیست‌محیطی به کار گرفته می‌شوند. در برنامه‌های کوتاه مدت بکارگیری اکوبریک، مثل مدول‌های میل استین یا دیلمن می‌توان تا سه سال بدون آسیب دیدن بطری از اکوبریک‌ها استفاده کرد. با استفاده از درزگیر سیلیکونی یا نوارهای لاستیکی به عنوان روش‌های اتصال کوتاه مدت و غیر دائمی، می‌توان اکوبریک‌ها را در پایان عمر سازه بدون آسیب استخراج نمود و دوباره در برنامه‌های کوتاه مدت یا بلند مدت دیگر مورد استفاده قرار داد. به‌طور خاص، روش ساخت و ساز با اکوبریک و خاک در دراز مدت، منجر به ایجاد باغ‌ها، پارک‌ها و دیوارهای خاکی می‌شود که اطمینان ایجاد می کنندکه پلاستیک تبدیل شده به آجر، کاملاً مهارشده است. ملات خاکی هنگام جداسازی اجزاء سازه به راحتی فرو می‌ریزد و امکان استخراج و استفاده مجدد از اکوبریک فراهم می‌گردد. همچنین ملات خاکی اکوبریک را کاملاً پوشانده و هرگونه احتمال قرار گرفتن در معرض گرما، اصطکاک، آتش یا تخریب میکروبی را منتفی می‌نماید. بنابراین جداسازی به روش اکوبریک از تجزیه پلاستیک موجود به میکروپلاستیک و گازهای گلخانه ای از طریق تجزیه نوری جلوگیری می‌کند. جداسازی اکوبریک همچنین از سوزاندن پلاستیک و انتشار گازها و CO2
جلوگیری می‌نماید تخمین زده می‌شود که در ازای هر ۱ کیلوگرم پلاستیک تبدیل شده به اکوبریک، از تولید۳٫۱ کیلوگرم CO2
```
جلوگیری می‌شود.
[
۴۵
]
```

### بالا بردن آگاهی اکولوژیکی
برخلاف فناوری‌های صنعتی مدیریت پلاستیک، تهیه اکوبریک به‌طور مستقیم مصرف‌کنندگان پلاستیک را در فرایند خود درگیر می‌کند. روند صرفه جویی، تفکیک، شستشو، خشک کردن و بسته‌بندی پلاستیک منجر به تأمل و تفکر مصرف‌کننده / اکوبریکر می‌شود
توجهات بازدارنده و همگانی در تهیه اکوبریک «آگاهی اکولوژیکی» فردی و جمعی را با گذشت زمان افزایش می‌دهد. تهیه‌کنندگان اکوبریک تمایل دارند که به دنبال اطلاعات بیشتری در مورد دورریز زباله در جامعه خود، پلاستیک، بازیافت و تهیه اکوبریک باشند. این امر منجر به کاهش مداوم مصرف خالص پلاستیک تهیه‌کنندگان اکوبریک می‌شود.

### اتحاد جهانی اکوبریک
در سال ۲۰۱۳ رهبران جنبش‌های ملی اکوبریک مختلف برای ایجاد ثبات و هماهنگی در جنبش جهانی در ارتباط با یکدیگر قرار گرفتند. راسل مایر، جو استاگل، کندیس ماسترت، پاتریشیا آکونا و ایرنه باکیسان در تأسیس اتحاد جهانی اکوبریک  (جی ای ای) و هدف اصلی یعنی ایجاد  کتاب راهنمای تصویری اکوبریک نقش اساسی داشتند. در سال ۲۰۱۴ با حمایت ایان دامیس بنیانگذار مبادلات اکوبریک در آفریقای جنوبی آنها توافق کردند که از اصطلاح 'ecobrick'بدون خط پیوند، و بدون حرف بزرگ، به عنوان مرجعی استاندارد و ثابت در کتاب راهنما و موارد مربوطه استفاده کنند. به این ترتیب اکوبریکرهای سراسر جهان قادرهستند با یک کلمه به مفهومی مشابه اشاره کنند و جستجوهای وب و هشتگ‌ها انتشار جهانی را تسریع می‌نماید. پس از اتمام این کتاب راهنما راسل مایر توسعه اتحاد جهانی اکوبریک یا جی ای ای را ادامه داد. جی ای ای یک شرکت غیرانتفاعی است  با محوریت زمین با مأموریت حمایت از زیرساخت فن آورانه و فلسفی جنبش اکوبریک جهانی. جی ای ای از ecobrick.org به عنوان وسیله ای برای دسترسی به روشهای تهیه اکوبریک، بهترین و اصولی‌ترین روشها را ارائه می‌کند. اتحاد جهانی اکوبریک یا جی ای ای  برنامه تحت وب GoBrik.com را به‌طور رایگان طراحی نموده و توسعه داده تا اکوبریکرها و جوامع شان را پشتیبانی و به یکدیگر مرتبط نماید. جی ای ای     در ضمن Brikcoin manual blockchain را به عنوان وسیله ای برای ارزیابی سرویس جداسازی پلاستیک اکوبریکرها و ایجاد یک واسطه تبادلی بر اساس ارزش پلاستیک جمع‌آوری شده راه اندازی و حفظ نموده‌است.

## برنامه‌های ساختمانی اکوبریک

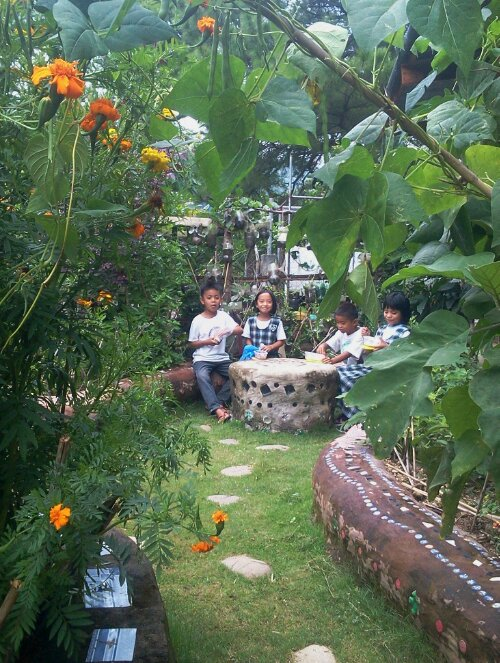
از اکوبریک می‌توان برای ساختن فضا در باغ‌های مشارکتی استفاده کرد.

اکوبریک‌ها را می‌توان با استفاده از نوار لاستیکی، سیلیکون، کاهگل و سیمان به یکدیگر متصل نموده و از آنها برای ساخت مبلمان، باغ‌ها، سازه‌ها و موارد دیگر استفاده کرد. از اکوبریک در دنیا به روش‌های مختلفی استفاده می‌شود. در حالت ایده‌آل، سازه‌های اکوبریک ازروشهای طراحی گهواره به گهواره برای ترکیب بطری‌ها استفاده می‌کنند - تا اطمینان حاصل شود که اکوبریک‌ها می‌توانند بدون آسیب دیدن بطری در پایان عمر سازه از آن خارج شوند. مهم است که میان کاربردهای کوتاه مدت اکوبریک و کاربردهای دراز مدت آن تمایز قائل شد

### کاربردهای کوتاه مدت
اکوبریک‌ها را می‌توان با استفاده از نوارهای لاستیکی یا نوارهایی از جنس تیوب به عنوان روش‌های اتصال کوتاه مدت و غیر دائمی برای استفاده در مواردی که از چند ماه تا چند سال طول می‌کشد، به یکدیگر متصل کرد. از آنجا که برنامه‌های کوتاه مدت معمولاً تحت پوشش قرار نمی‌گیرند، چنین ساختاری معمولاً برای استفاده در محیط داخلی است تا از تخریب نوری بطری‌ها توسط اشعه ماورا بنفش جلوگیری شود. برنامه‌های کوتاه مدت شامل:
- ماژول‌های اکوبریک میلستین: ماژول های شش ضلعی و مثلثی که برای نشستن استفاده می‌شوند، اما می‌توانند با هم ترکیب شوند و سطوح افقی یک یا دو طبقه ایجاد کنند. کاربردها شامل میز، تخت، سکو و غیره است.[۵۴][۵۵]
- ماژول‌های اکوبریک دیلمن: یک شکل هندسی شامل ۱۶ اکوبریک که یک ماژول LEGO قابل دسته‌بندی را مهیا می‌کند. این ماژول‌ها می‌توانند به صورت نامحدود به صورت افقی و عمودی دسته‌بندی شوند. موارد مصرف شامل زمین‌های بازی سرپوشیده، دکه‌های موقت، سوله‌ها و ساختار مدور است.[۵۶]
- اکوبریک فضای باز: ترکیبی از صدها ماژول لگو میلستین و دیلمن که امکان ایجاد فضاهای اجتماعی تعاملی را فراهم می‌کنند.[۵۷]

### کاربردهای طولانی مدت
از اکوبریک می‌توان همراه مصالح تولید شده از خاک (به عنوان مثال کاهگل، ترکیب چوب و گل یا کپر و خشت) برای ایجاد سازه‌هایی استفاده کرد که می‌توانند سال‌ها یا دهه‌ها دوام بیاورند (برای ساخت و سازهای سنتی دوام آوردن تا قرن‌ها غیرمعمول نیست). به این ترتیب، مخلوط‌های خاکی در بین اکوبریک‌های افقی به‌عنوان ملات استفاده می‌شوند. اکوبریک‌ها همچنین می‌توانند به‌صورت عمودی و با تکنیک‌های سنتی ساخت و ساز در سبک ساختمانی پورا ویدا آتلان (سبک زندگی ساده) استفاده شوند. هر دو روش مراقب هستند تا از پوشاندن کامل اکوبریک‌ها با سیمان جلوگیری کنند، چون پس از پایان ساخت و ساز و در زمان خارج‌سازی آن‌ها باعث تخریب اکوبریک‌ها می‌شود. نمونه‌هایی از کاربردهای بلند مدت اکوبریک عبارتند از:
- باغ های مرتفع: اکوبریک‌ها به صورت افقی و کاملاً پوشیده شده‌اند[۶۲]
- نیمکت‌های چندطبقه: دو یا سه سطح اکوبریک به صورت افقی برای ساخت صندلی و نیمکت.[۶۳]
- پارک‌های بازی با خوراکی‌های خوردنی: ترکیبی از تخت‌ها و نیمکت‌های چندطبقه برای ایجاد فضای سبز عمومی، در حالت ایده‌آل با گیاهان خوراکی.[۶۴]
- دیوارها: برای ساخت دیوارهای عمودی می‌توان اکوبریک‌ها را به‌طور افقی قرار داده و آن‌ها را با ملات خاکی ترکیب نمود. دیوارها می‌توانند بین ستون‌های ایستاده و تیرک‌ها قرار بگیرند یا به صورت یک ساختار ایستاده مدور باشند. روش دیگر، روش پورا ویدا، از توری بین ستون‌ها برای ایجاد دیوار از اکوبریک‌های ایستاده عمودی محصور استفاده می‌کند.[۶۵]

## تاریخچه
جمع‌آوری پلاستیک در بطری برای جداسازی پلاستیک و ایجاد بلوک‌های ساختمانی به‌طور مستقل در مکان‌های مختلف جهان به عنوان یک راه حل محلی برای حل مشکل آلودگی پلاستیک بوجود آمده‌است پر کردن بطری‌ها با زباله‌های پلاستیکی بر مبنای تکنیک‌های ساخت بطری معمار آلمانی آندریاس فروئس (با استفاده از بطری‌های PET پر شده از شن) در آمریکای جنوبی در سال ۲۰۰۰ شکل گرفته‌است. آلوارو مولینا جمع‌آوری پلاستیک در بطری را در جزیره امتپ از سال ۲۰۰۳ آغاز کرد. سوزانا هیس، در گواتمالا ، از سال ۲۰۰۳ به عنوان یک روش ساخت و ساز و برای حل چالش‌های آلودگی پلاستیکی در جوامع اطراف دریاچه آتیتلان، جامعه را به تهیه اکوبریک تشویق کرد.
در سال ۲۰۱۰، در شمال فیلیپین، راسل مایر و ایرنه باکیسان یک راهنمای برنامه درسی از روشهای ساده و توصیه شده تهیه کردند تا به مدارس محلی کمک کنند تا اطلاعات مربوط به آجرهای زیست‌محیطی را در برنامه درسی خود ادغام کنند. آنها با بکارگیری اصول اکولوژیکی اجدادی ایگوروتس برای ساخت تراسهای برنج، اصول گهواره به گهواره را در روش اکوبریک ادغام کردند: تا اطمینان حاصل شود که در پایان عمر بناهایی که در آنها از اکوبریک استفاده می‌شود، می‌توان از اکوبریک‌ها استفاده مجدد نمود. از طریق وزارت آموزش و پرورش، راهنمای آموزشی در ۱۷۰۰ مدرسه در سال ۲۰۱۴ توزیع شد.
گسترش منابع قابل دسترسی مربوط به بهترین شیوه‌ها و نوآوری‌های اکوبریک حاصل از جنبش فیلیپینی، منشأ پیدایش اتحاد جهانی اکوبریکی شد که توسط راسل مایر، جوزف استاجل وکندیس ماسترت بنیانگذاری شد. اتحاد جهانی اکوبریک به عنوان یک شرکت زمینی به توسعه و حفظ زیرساخت‌های مفهومی و فناوری جنبش جهانی اکوبریک ادامه می‌دهد.
فعالیت‌ها در آفریقای جنوبی در سال ۲۰۱۲ آغاز شد، زمانی که جوزف استاجل این ایده را به گریتون آورد، جاییکه در آن جشنواره سالانه تبدیل زباله به ثروت در محل دفن زباله‌های محلی توسط، کندیس ماسترت از آفریقای جنوبی، که پروژه‌های محلی ساخت مدرسه را در میان ساخت و سازهای شهر گریتون با آجرهای ساخته شده توسط مردم آغاز کرد، برگزار می‌شد. این جنبش از آن زمان در آفریقای جنوبی رشد کرده‌است، با سازمان‌هایی مانند ویست-اد، که توسط کندیس ماسترت، که هم در زامبیا و هم در حومه کیپ تاون برای آموزش مردم در مورد پلاستیک و ارزش آن فعالیت می‌کند و همچنین معمار یان دامیس به عنوان مبادله کننده اکوبریک تأسیس شده‌است.

## مطالعات موردی
1. در روستای بیسائو در فیلیپین شمالی، جین لیوان، نگهبان بیمارستان قصد داشت یک اکوبریک در روز آماده کند تا خانه محقّر خود را که مورد تمسخر همسایگانش بود، اصلاح نماید. دو سال بعد خانه او یک جاذبه گردشگری است که هم در رسانه‌های محلی و هم رسانه‌های ملی به نمایش درآمده است.[۷۱]
2. در جزیره آتشفشانی دورافتاده امتپ در دریاچه نیکاراگوئه، آلوارو مولینا که از زباله‌های پلاستیکی که دیگر جایی بدون آن‌ها وجود نداشت، دلگیر بود، شروع به تهیه آجرهای زیست‌محیطی در هتل خود نمود. جامعه او اکنون یکی از پاکترین جوامع در کشور است، با ده‌ها مدرسه محلی که با اکوبریک و اقتصاد خرد حاصل از خرید و فروش اکوبریک ساخته شده‌اند.[۷۲]
3. در نیومکزیکو، ایالات متحده آمریکا، جو استاجل از طریق سازمان خود Upcycle Santa Fe از سال ۲۰۱۴ یک پروژه اکوبریک اجتماعی را راه اندازی کرده‌است. این سازمان اکوبریکی پاکسازی منظم رودخانه را انجام می‌دهد، سازه‌هایی را در مدارس محلی بنا نموده و همچنین یک پروژه تحقیقاتی مهم را با آزمایشگاه ملّی لوس آلاموس در مورد تولید گاز اکوبریک‌ها انجام داده‌است. سازمان وی همچنین استفاده از پاکت‌های شیر و همچنین بطری‌ها برای ساخت اکوبریک را تبلیغ می‌کند.[۷۳]
4. در پونه، هند جامعه ای به نام پونه پلاگرها که توسط ویوک گوراو تأسیس شده‌است از پلاستیک جمع شده در سطل‌های زباله آجر سازگار با محیط زیست می‌سازد. حمایت از زیرساخت‌ها در جوامع مستضعف، هدف تهیه این آجرها است در راستای همبستگی چندین SDG.[۷۴][۷۵][۷۶]
5. در صربستان، تومیسلاو رادوانوویچ، استاد ریاضیات، پنج سال را صرف تبدیل ۱۳٬۵۰۰ بطری پلاستیکی به خانه رؤیایی خود کرد. دانش آموزان سابق معلم به او کمک کردند.[۷۷]
6. خانواده آلفردو سانتا کروز از پورتو ایگوازو، آرژانتین، خانه خود را تقریباً از هزاران بطری پلاستیکی تهیه کردند. دیوارها، میزهای قهوه، سکوهای تخت و حتی پلّه‌های منتهی به درب ورودی از بطری‌های پلاستیکی ساخته شده‌اند.[۷۸]